# Balanoglossus australiensis
Balanoglossus australiensis är en djurart som tillhör fylumet svalgsträngsdjur, och som först beskrevs av Hill 1894.  Balanoglossus australiensis ingår i släktet Balanoglossus och familjen Ptychoderidae. Inga underarter finns listade i Catalogue of Life.